# Sour (Album)
Sour ist das Debütalbum der US-amerikanischen Sängerin Olivia Rodrigo. Es erschien am 21. Mai 2021 über Geffen Records und wurde von Rodrigo zusammen mit dem Koautor und Produzenten des Albums Daniel Nigro geschrieben.

## Lieder

### Singleauskopplungen
Aus Sour wurden die drei Singles Drivers License, Deja Vu und Good 4 U ausgekoppelt. Sie konnten die Top 10 der Billboard Hot 100 erreichen.

#### Drivers License
Drivers License erschien am 8. Januar 2021 als Leadsingle des Albums. In den ersten Wochen nach Release brach der Song mehrere Chartrekorde und den Rekord für die meisten Streams für einen nicht-Weihnachtssong auf Spotify innerhalb eines Tages. Mit dem Nummer-eins-Debüt in den US-amerikanischen Hot 100 ist Rodrigo die jüngste Künstlerin, die direkt auf Nummer eins der Hot 100 einsteigen konnte.

#### Deja Vu
Deja Vu folgte am 1. April 2021. Die Single wurde wenige Tage vor der Veröffentlichung auf den Social-Media-Accounts von Rodrigo angekündigt. Die Single stieg auf Rang acht in die Hot 100 ein. Rodrigo wurde damit zu der ersten Künstlerin überhaupt, die mit ihren beiden ersten Singles in den Top 10 debütieren konnte. Am 5. Juni 2021 erreichte die Single seine Höchstplatzierung auf Platz drei.

#### Good 4 U
Good 4 U erschien eine Woche vor Veröffentlichung des Albums, am 14. Mai 2021, als dritte Singleauskopplung. Musikalisch und lyrisch unterscheidet sich die dritte Single stark von den vorangegangenen. Capital FM schrieb, dass der Text voller sarkastischer Bemerkungen sei und dadurch eine andere Stimmung herrsche als bei ihren früheren langsameren Songs über Herzschmerz. Good 4 U erreichte in der ersten Chartwoche Platz eins der Hot 100.

### Chartplatzierungen
| Jahr | Titel                        | Höchstplatzierung, Gesamtwochen, AuszeichnungChartplatzierungen (Jahr, Titel, , Platzierungen, Wochen, Auszeichnungen, Anmerkungen) | Höchstplatzierung, Gesamtwochen, AuszeichnungChartplatzierungen (Jahr, Titel, , Platzierungen, Wochen, Auszeichnungen, Anmerkungen) | Höchstplatzierung, Gesamtwochen, AuszeichnungChartplatzierungen (Jahr, Titel, , Platzierungen, Wochen, Auszeichnungen, Anmerkungen) | Höchstplatzierung, Gesamtwochen, AuszeichnungChartplatzierungen (Jahr, Titel, , Platzierungen, Wochen, Auszeichnungen, Anmerkungen) | Höchstplatzierung, Gesamtwochen, AuszeichnungChartplatzierungen (Jahr, Titel, , Platzierungen, Wochen, Auszeichnungen, Anmerkungen) | Anmerkungen                                                 |
| Jahr | Titel                        | DE | AT | CH | UK | US | Anmerkungen                                                 |
| --- | ---------------------------- | --- | --- | --- | --- | --- | ----------------------------------------------------------- |
| 2021 | Drivers License              | DE2 Platin · (31 Wo.)DE | AT1 Platin · (32 Wo.)AT | CH2 Platin · (37 Wo.)CH | UK1 ×3Dreifachplatin · (22 Wo.)UK                                                                                                   | US1 ×6Sechsfachplatin · (28 Wo.)US                                                                                                  | Erstveröffentlichung: 8. Januar 2021 Verkäufe: + 12.958.333 |
| 2021 | Deja Vu                      | DE55 (11 Wo.)DE | AT25 (12 Wo.)AT | CH35 (14 Wo.)CH | UK4 Platin · (11 Wo.)UK | US3 ×4Vierfachplatin · (29 Wo.)US                                                                                                   | Erstveröffentlichung: 1. April 2021 Verkäufe: + 7.570.000   |
| 2021 | Good 4 U                     | DE1 ×3Dreifachgold · (60 Wo.)DE | AT1 (57 Wo.)AT | CH1 (54 Wo.)CH | UK1 ×3Dreifachplatin · (61 Wo.)UK                                                                                                   | US1 ×7Siebenfachplatin · (51 Wo.)US                                                                                                 | Erstveröffentlichung: 14. Mai 2021 Verkäufe: + 13.898.333   |
| Folgende Lieder erschienen nicht als Single, wurden aber durch das Album zum Download und Streaming bereitgestellt und konnten somit eine Platzierung erlangen: |                              | | | | | |                                                             |
| |                              | | | | | |                                                             |
| 2021 | Traitor                      | DE— aDE | — | CH95 (2 Wo.)CH | UK5 ×2Doppelplatin · (27 Wo.)UK | US9 ×4Vierfachplatin · (25 Wo.)US                                                                                                   | Charteinstieg: 3. Juni 2021 Verkäufe: + 7.505.000           |
| 2021 | Brutal                       | DE— bDE | — | — | UK— GoldUK | US12 ×2Doppelplatin · (12 Wo.)US | Charteinstieg: 5. Juni 2021 Verkäufe: + 3.130.000           |
| 2021 | Enough for You               | DE— cDE | — | — | UK— SilberUK | US14 Platin · (6 Wo.)US | Charteinstieg: 5. Juni 2021 Verkäufe: + 1.540.000           |
| 2021 | Happier                      | DE— dDE | — | — | UK— GoldUK | US15 ×2Doppelplatin · (12 Wo.)US | Charteinstieg: 5. Juni 2021 Verkäufe: + 3.465.000           |
| 2021 | Favorite Crime               | DE— eDE | — | — | UK17 Platin · (8 Wo.)UK | US16 ×3Dreifachplatin · (13 Wo.)US                                                                                                  | Charteinstieg: 5. Juni 2021 Verkäufe: + 4.480.000           |
| 2021 | 1 Step Forward, 3 Steps Back | — | — | — | UK— GoldUK | US19 Platin · (4 Wo.)US | Charteinstieg: 5. Juni 2021 Verkäufe: + 1.740.000           |
| 2021 | Jealousy, Jealousy           | DE— fDE | — | — | UK36 Platin · (9 Wo.)UK | US24 ×2Doppelplatin · (9 Wo.)US | Charteinstieg: 5. Juni 2021 Verkäufe: + 3.585.000           |
| 2021 | Hope Ur OK                   | — | — | — | UK— SilberUK | US29 Platin · (3 Wo.)US | Charteinstieg: 5. Juni 2021 Verkäufe: + 1.420.000           |

## Rezeption
Sour erhielt von Kritikern insgesamt positive Bewertungen. Metacritic ermittelte für das Album eine durchschnittliche Bewertung von 83/100 basierend auf 19 Rezensionen. Rodrigo wurde für das Album als das „fresh face of Gen Z pop“ bezeichnet.
Rhian Daly von NME gab dem Album mit vier von möglichen fünf Sternen eine positive Bewertung und schrieb, dass Rodrigo in vielen Songs von Sour Emotionen erforsche und damit mutig in dunkle Ecken springe, die junge Frauen nicht gewöhnt seien. Insgesamt beleuchte sie diese damit schamlos und präsentiere ein „genaues Porträt davon, wie es ist, im 21. Jahrhundert jung und weiblich zu sein“.
Yannik Gölz von laut.de bewertete das Album positiv und schrieb, dass der Mix aus Poprock-Bangern und Taylor-Swift-Balladen der nächsten Generation Sour zu einem unterhaltsamen, dynamischen Debüt machen. Zwar befriedige das Album in seiner Monothematik nicht jeden süßen Zahn, aber den Zahn der Zeit virtuos. Darüber hinaus bemerkte er, dass Sour „in jedem Fall als eine Meisterklasse des modernen Album-Rollouts in die Geschichte eingehen“ wird.
Jakob Biazza kommentierte in der Süddeutschen Zeitung:

„Olivia Rodrigo hat sich selbst neu erfunden. Der ehemalige Disney-Star (‚High School Musical – Das Musical: Die Serie‘) macht auf ‚Sour‘ (Interscope/Universal Music) phasenweise ganz wunderbar wütenden Rumpel-Pop-Punk-Alternativ. Und bringt auf dem Opener ‚brutal‘ womöglich das Gefühl von Millionen Corona-Jugendlichen auf die ganz locker hingerotzte Zeile: ‚I’m so sick of 17 / Where’s my fucking teenage dream?‘“

## Titelliste
| #            | Titel                        | Autor(en)                            | Produzent(en)       | Länge |
| ------------ | ---------------------------- | ------------------------------------ | ------------------- | ----- |
| 1            | Brutal                       | Olivia Rodrigo, Daniel Nigro         | Nigro               | 2:23  |
| 2            | Traitor                      | Rodrigo, Nigro                       | Nigro               | 3:49  |
| 3            | Drivers License              | Rodrigo, Nigro                       | Nigro               | 4:02  |
| 4            | 1 Step Forward, 3 Steps Back | Rodrigo, Taylor Swift, Jack Antonoff | Nigro, Rodrigo      | 2:43  |
| 5            | Deja Vu                      | Rodrigo, Nigro                       | Nigro               | 3:35  |
| 6            | Good 4 U                     | Rodrigo, Nigro                       | Nigro, Alexander 23 | 2:58  |
| 7            | Enough for You               | Rodrigo                              | Nigro, Rodrigo      | 3:22  |
| 8            | Happier                      | Rodrigo                              | Nigro               | 2:55  |
| 9            | Jealousy, Jealousy           | Rodrigo, Nigro                       | Nigro, Jam City     | 2:53  |
| 10           | Favorite Crime               | Rodrigo, Nigro                       | Nigro               | 2:32  |
| 11           | Hope Ur Ok                   | Rodrigo, Nigro                       | Nigro               | 3:29  |
| Gesamtlänge: | Gesamtlänge:                 | Gesamtlänge:                         | Gesamtlänge:        | 34:41 |

## Kommerzieller Erfolg
In die deutschen Albumcharts stieg Sour auf Rang sieben in die Charts ein. Am 27. August 2021 erreichte es mit Platz fünf eine neue Höchstplatzierung.
In Australien erzielte Rodrigo in der Woche vom 31. Mai 2021 ein „Chart Double“, bei dem sie mit Sour auf Rang eins der Albumcharts debütierte und mit Good 4 U von Rang zwei in der Vorwoche auf Rang eins aufstieg. Darüber hinaus platzierten sich in derselben Woche die beiden Singles Drivers License auf Rang drei und Deja Vu auf Rang fünf, das mit dem Album erschienene Lied Traitor stieg auf Rang sieben in die Charts ein. Rodrigo ist damit die erste Künstlerin mit vier oder mehr Liedern gleichzeitig in den Top 10, seit Taylor Swift dies 2020 gelang.
In die britischen Musikcharts stieg Sour mit 51.000 verkauften Einheiten in die Albumcharts ein. Die Single Good 4 U erreichte zeitgleich Rang eins der Singlecharts, womit Rodrigo im Alter von 18 Jahren und drei Monaten ein „Chart Double“ erzielte. Sie ist damit die jüngste Solointerpretin überhaupt, der dies gelang, sowie auch die erste Künstlerin seit Sam Smith, der ein „Chart Double“ mit einem Debütalbum gelang. Außerdem brach sie mit 45,7 Millionen Streams den britischen Allzeitrekord für die meisten wöchentlichen Streams für ein Debütalbum.
In den US-amerikanischen Billboard 200 erreichte das Album in der ersten Chartwoche Rang eins. Sour verzeichnete in dieser 295.000 verkaufte Einheiten und ist damit das Album mit den meisten gewerteten Einheiten seitdem die Billboard 200 am 13. Dezember 2014 von reinen Album-Verkaufs-Charts zu auf Album-Einheiten basierten Charts umgestellt wurden. Zudem ist es das erste Debütalbum einer weiblichen Künstlerin seit Cardi Bs Invasion of Privacy im Jahr 2018, das auf der Spitzenposition in die Charts einstieg. Alleine in den USA verzeichneten die elf Lieder des Albums in der ersten Woche über 300 Millionen Streams. Damit markiert diese die zweitgrößte Streaming-Woche für ein nicht-R&B/Hip-Hop-Album und ebenfalls die zweitgrößte für eine Künstlerin überhaupt.

### Chartplatzierungen
| ChartsChartplatzierungen       | Höchstplatzierung | Wochen |
| ------------------------------ | ----------------- | ------ |
| Deutschland (GfK)              | 5 (… Wo.)         | …      |
| Österreich (Ö3)                | 1 (… Wo.)         | …      |
| Schweiz (IFPI)                 | 3 (… Wo.)         | …      |
| Vereinigte Staaten (Billboard) | 1 (… Wo.)         | …      |
| Vereinigtes Königreich (OCC)   | 1 (… Wo.)         | …      |

| ChartsJahrescharts (2021)      | Platzierung |
| ------------------------------ | ----------- |
| Deutschland (GfK)              | 29          |
| Österreich (Ö3)                | 5           |
| Schweiz (IFPI)                 | 13          |
| Vereinigte Staaten (Billboard) | 2           |
| Vereinigtes Königreich (OCC)   | 4           |

| ChartsJahrescharts (2022)      | Platzierung |
| ------------------------------ | ----------- |
| Deutschland (GfK)              | 25          |
| Österreich (Ö3)                | 6           |
| Schweiz (IFPI)                 | 21          |
| Vereinigte Staaten (Billboard) | 8           |
| Vereinigtes Königreich (OCC)   | 5           |

| ChartsJahrescharts (2023)      | Platzierung |
| ------------------------------ | ----------- |
| Deutschland (GfK)              | 47          |
| Österreich (Ö3)                | 14          |
| Schweiz (IFPI)                 | 30          |
| Vereinigte Staaten (Billboard) | 26          |
| Vereinigtes Königreich (OCC)   | 16          |

| ChartsJahrescharts (2024)      | Platzierung |
| ------------------------------ | ----------- |
| Deutschland (GfK)              | 40          |
| Österreich (Ö3)                | 11          |
| Schweiz (IFPI)                 | 10          |
| Vereinigte Staaten (Billboard) | 29          |
| Vereinigtes Königreich (OCC)   | 18          |

### Auszeichnungen für Musikverkäufe
| Land/Region                  | Auszeichnungen für Musikverkäufe (Land/Region, Auszeichnung, Verkäufe) | Verkäufe  |
| ---------------------------- | ---------------------------------------------------------------------- | --------- |
| Australien (ARIA)            | 4× Platin                                                              | 280.000   |
| Belgien (BRMA)               | 4× Platin                                                              | 80.000    |
| Brasilien (PMB)              | 3× Platin                                                              | 120.000   |
| Dänemark (IFPI)              | 3× Platin                                                              | 40.000    |
| Deutschland (BVMI)           | Gold                                                                   | 100.000   |
| Finnland (IFPI)              | 3× Platin                                                              | 60.000    |
| Frankreich (SNEP)            | 2× Platin                                                              | 200.000   |
| Island (IFPI)                | Gold                                                                   | 2.500     |
| Italien (FIMI)               | Platin                                                                 | 50.000    |
| Kanada (MC)                  | 5× Platin                                                              | 400.000   |
| Mexiko (AMPROFON)            | 9× Gold                                                                | 630.000   |
| Neuseeland (RMNZ)            | 5× Platin                                                              | 75.000    |
| Niederlande (NVPI)           | Diamant                                                                | 90.000    |
| Norwegen (IFPI)              | 3× Platin                                                              | 60.000    |
| Österreich (IFPI)            | Platin                                                                 | 15.000    |
| Polen (ZPAV)                 | Diamant                                                                | 100.000   |
| Portugal (AFP)               | Platin                                                                 | 15.000    |
| Singapur (RIAS)              | Platin                                                                 | 10.000    |
| Spanien (Promusicae)         | 2× Platin                                                              | 80.000    |
| Vereinigte Staaten (RIAA)    | 4× Platin                                                              | 4.000.000 |
| Vereinigtes Königreich (BPI) | 3× Platin                                                              | 900.000   |
| Insgesamt                    | 3× Gold · 49× Platin · 2× Diamant ·                                    | 7.357.500 |